# María la Baja
María la Baja è un comune della Colombia facente parte del dipartimento di Bolívar.
Il centro abitato venne fondato da Alonso de Heredia nel 1535.